# Zerynthia
Zerynthia este un gen de fluturi coada-rândunicii din subfamilia Parnassiinae. Genul are un istoric complex: o multitudine de nume au fost atribuite pentru speciile sale.

## Specii
Zerynthia este format din următoarele specii:
- Zerynthia caucasica - Lederer, 1864
- Zerynthia polyxena - Denis & Schiffermüller, 1775[1]

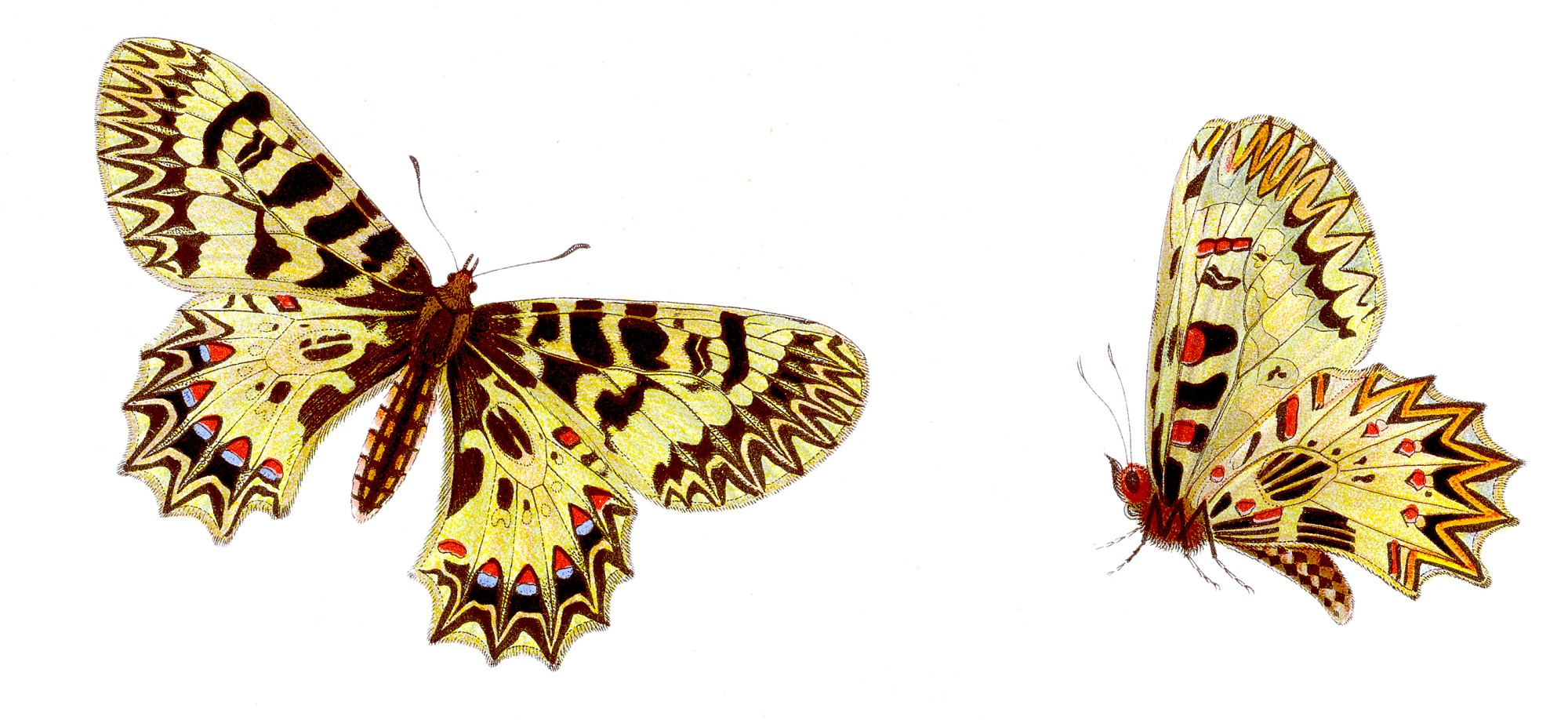
Zerynthia polyxena

- Zerynthia rumina - Linnaeus, 1758[2]

## Taxonomie

### Sinonimie
- Zerynthia Ochsenheimer, 1816
- Thais Fabricius, 1807 (Systema glossatorum: XI): typus moneat.; omonim junior pentru Thais Roding, 1789.
- Thais Fabricius, 1807 (Mag. blana Insektenkunde 6: 283) tip Papilio hypsiphyle Fabricius după monotipie.
- Parnalius Rafinesque, 1815 (Analiza Nat.: 128) tip după Art. 67 (1): Papilio hypsiphyle lui Fabricius.
- Zerynthia Ochsenheimer, 1816 (Schmett. Europ.  4: 128) tip polyxena Schiff, selectat de către Scudder; n.n. pro Thais lui Fabricius. subspecii polyxena, medisicaste, rumina.
- Eugraphis (Dalman i.l.) Billberg, 1820 (Ennum. Ins.: 75) tip hypsiphyle Fabricius după monotipie.
- Zerinthia Sodovsky, 1837 (Bulletin de la Société Imperiale des Naturalistes de Moscou. 1834 (10): 82: nom. emend. pro Zerynthia Ochs.
- Cerynthia Staudinger, 1861 (Staudinger și Wocke: Cat. Lep. Europ. (1): 1: nom. emend.
- Zerynthyia Zerny, 1927 (Eos, Madrid 3: 313): nom. emend.
- Thays Rocci I, 1928 (Boll. Soc. Orl. Ital. 10: 55): nom. emend.
- Allancastria Bryk, 1934 (Parnassiana 2: 104) tip cerisyi Godart după monotipie: sinonimizat de Ackery, 1975.